# Szladovits család

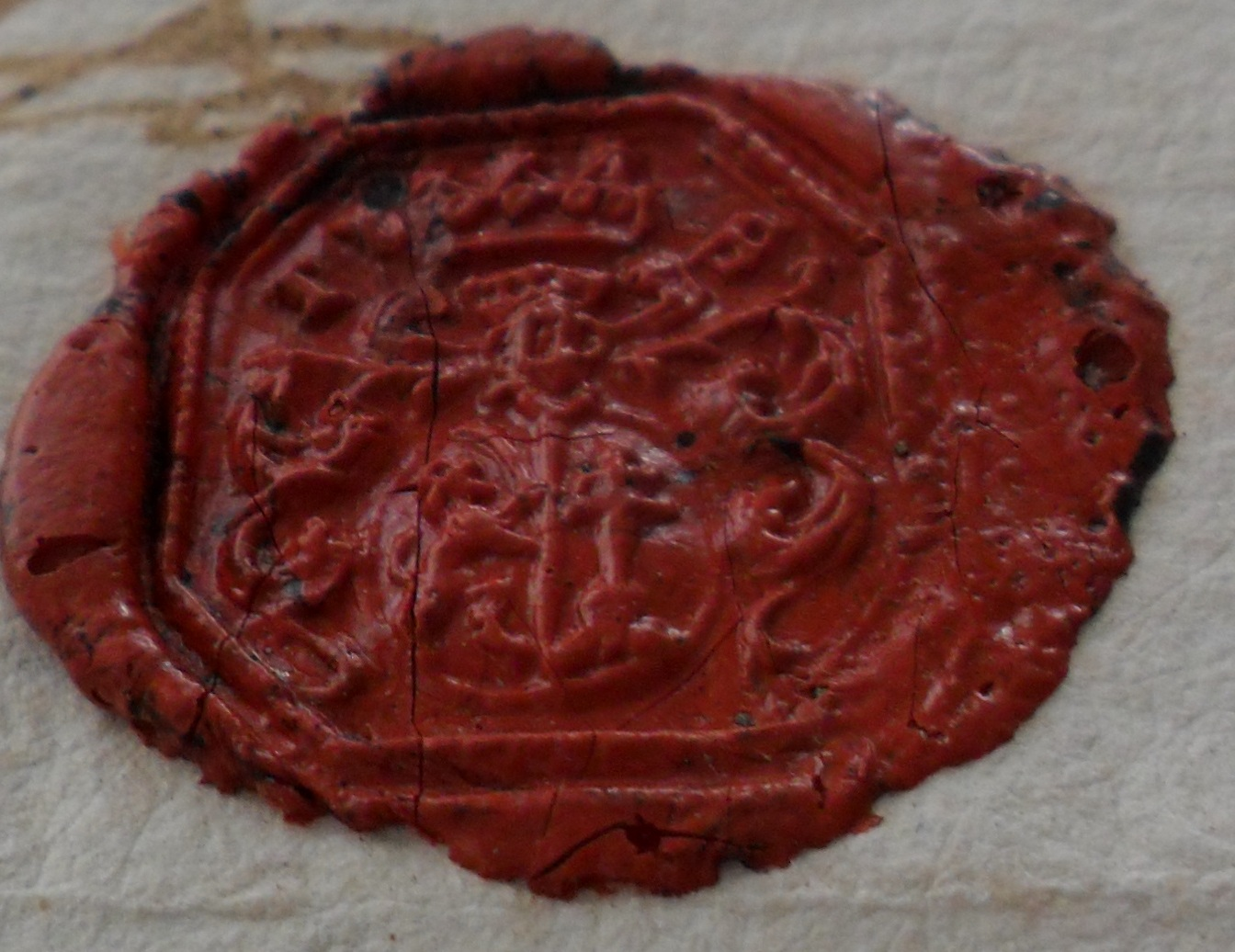
Szladovits János zalaboldogfai földbirtokos családi címeres viaszpecsétje (kelt: 1743. november 18.)

A szladeoviczi Szladovits család római katolikus Zala- és Vas vármegyei nemesi család.

## A család története

### A család korai története
A római katolikus dunántúli nemesi család 1675. június 17-én szerzett nemesi armálist I. Lipót magyar királytól Szladovits Mihály személyében. A család egyik ága Zala megyében Dióskálon, egy másik Zalaboldogfán, és egy harmadik ág Simonyin Vas megyében virágzott. Az 1754–1755. évi országos nemesi összeíráskor Vasmegyében Szladovits György, Pál és János, Zalamegyében pedig Szladovits János vétettek fel az igazolt nemesek közé. A családnak az egyik ága a 18. század során Boldogfára, Zala vármegyébe költözött a sitkei római katolikus plébániához tartozó Simonyiból, Vas megyéből. A Zala megyei Szladovits János feleségül vette a jómódú nemesi boldogfai Farkas családnak a sarját, boldogfai Farkas Mária kisasszonyt, akinek a szülei boldogfai Farkas Péter, esküdt, földbirtokos, és egervölgyi Lamperth Mária voltak. Szladovits Jánosné boldogfai Farkas Mariannának az apai nagyszülei aleőri Farkas Mihály (fl. 1656–1664), törökverő katona, ságodi, boldogfai, alibánfai és andráshidai földbirtokos, valamint ságodi Péter Éva (fl. 1687–1702) voltak. Az anyai nagyszülei egervölgyi Lamperth István, földbirtokos és Csöglei Katalin voltak. Szladovits Jánosné boldogfai Farkas Máriának az apai nagybátyja boldogfai Farkas Jánosnak (†1724), Zala vármegye helyettes főszolgabírája, jogász, földbirtokos volt. Az 1730-as és az 1740-es években Szladovits János a gróf Batthyány család borostyánkői várának tiszttartójaként tevékenykedett. 1739. október 11-én Francsics Péter, Jánosy Zsuzsanna, Somlay János és Katalin eladták Zala megyében lévő alibánfai, bessenyői és boldogfai birtokaikat minden hozzátartozó haszonnal Szladovics János borostyánkői uradalom tiszttartója és feleségének, Farkas Máriának. 1758-ra Szladovits Jánosnak már koronghi Lippich Terézia a második felesége.
Szladovits János legidősebb fia, Szladovits Károly (1749-1811), földbirtokos, az 1790-es években a Vas megyei kemenesaljai járás főszolgabirája volt, majd 1809 és 1812 között Vas vármegye alispánja volt kisgeszényi Szabó Ignáccal együtt. Szladovits Károly felesége, a simonyi születésű nemes Balla Katalin (1749-1804), akinek a szülei nemes Balla István (1691-1786), boldogfai földbirtokos, esküdt, és kiskoltai Koltay Rozália voltak. Szladovits Károlyné Balla Katalin fivérei Balla Dániel (1748-1804), boldogfai földbirtokos, valamint ifjabb Balla István (1745-1780), boldogfai földbirtokos, akinek a neje, Szladovits Anna (1730-1783), aki valószinűleg Szladovits Károly nővére vagy közeli rokona lehetett; ez a Szladovits Anna fiatal korában házasságban volt nemes Dely János földbirtokossal, majd 1760. március 18-án Boldogfán kötött házasságot nemes Kováts Boldizsár (1731-1773) földbirtokossal, és később 1775. március 15-én Boldogfán ment férjhez ifjabb Balla Istvánhoz. Szladovits Károly alispán és Balla Katalin frigyéből több gyermek született azonban csak két leánygyermekről ismeret, hogy elérte a felnőttkort: az egyiket, Szladovits Rozáliát feleségül vette Nagycenken 1807. december 27-én Gerber József, a másik Szladovits Erzsébet (1791-1839) volt, akinek az első férje boldogfai Farkas György (1788-1823), táblabíró, földbirtokos.
A Szladovits Károly és Bolla Katalin legidősebb ivadéka és egyben az egyetlen fiúgyermeke, aki tovább vitte a családot, Szladovits József (1773-1829), jogász, táblabíró, földbirtokos volt. Zalaboldogfán, 1804. június 3-án Szladovits József uradalmi ügyész feleségül vette boldogfai Farkas Marianna (1783-1819) kisasszonyt, akinek a szülei boldogfai Farkas János (1741-1788), Zala vármegye Ítélőszék elnöke ("Inclyti Sedis Iudiciaria Comitatus Szaladiensis Praeses"), főjegyzője, ügyvéd, földbirtokos és lovászi és szentmargitai Sümeghy Judit (1754-1820) voltak. A menyasszony apai nagybátyja boldogfai Farkas Ferenc (1742-1807), veszprémi kanonok eskette meg őket; a tanúk a menyasszony anyai nagybátyjai lovászi és szentmargitai Sümeghy József (1757-1832), Zala vármegye alispánja, királyi tanácsos, földbirtokos, és annak az öccse lovászi és szentmargitai Sümeghy Ferenc (1761-1805) földbirtokos voltak. Szladovits József sógorai felesége révén boldogfai Farkas János Nepomuk (1774–1847), táblabíró, Zala vármegye helyettes alispánja, földbirtokos és öccse, boldogfai Farkas Ferenc (1779–1844), jogász, táblabíró, földbirtokos voltak.
Szladovits József 1805 táján a Benedek-rendi Zalavári apátság uradalmi ügyésze, majd 1811-ben a Zalaapáti és Zalaszentgróti uradalmi ügyészként tevékenykedett. 1819 táján pedig a nagykanizsai gróf Batthyány család uradalmi ügyészeként szolgált. Szladovits József cs. és k. kapitányi ranggal is rendelkezett, majd zalaboldogfai földbirtokossága után Zala vármegyei táblabíró is volt. Szladovits József és boldogfai Farkas Marianna frigyéből született legidősebb fiúgyermeke, Szladovits Gergely (1805–1880), jogász, táblabíró, földbirtokos, aki 1819-ben végezte az alaptanulmányait a kőszegi Szent Benedek-rendi katolikus gimnáziumban. Ezután Bölcsészetet tanult Szombathelyen, és 1822-ben lépett a Győri Királyi Jogakadémiára, ahol sikeresen lediplomázott 1824-ben.

### Szladovits József leszármazottjai

Szladovits Ferenc (1829-1878) táblabíró, 1848-49-es honvéd százados, jogász, földbirtokos

Szladovits Gergely (1805–1880), jogász, táblabíró, földbirtokos feleségül vette egyházasbüki Simon Máriát (1805–1834), egyházasbüki Simon József (1775-1827), táblabíró, földbirtokos, és orosztonyi Farkas Anna lányát, aki Boldogfától nem messze, a háshágyi plébánián bekönyvelt Ozmánbükön született, melynek a középkori neve Egyházasbük volt. Simon József táblabíró második felesége tulajdonképpen Szladovits József húga, Szladovits Erzsébet (1791-1839) lett, akinek az első férje boldogfai Farkas György (1788-1823), táblabíró, földbirtokos; boldogfai Farkas Györgynek a szülei boldogfai Farkas László (1747–1796), táblabíró, földbirtokos, zalalövői alszolgabíró, és lovászi Jagasics Margit (1764–1818), a nagyszülei boldogfai Farkas Ferenc zalai alispán és barkóczi Rosty Anna voltak. Ennek a Szladovits Erzsébetnek a harmadik férje a csengeri Háczky családnak a sarja lett. Háczky Ferenc (1783–1861), táblabíró, földbirtokos 1837. április 30-án Kemeneshőgyészen vette feleségül a 44 éves nemesi származású szladeoviczi Szladovics Erzsébet (1791–1839) özvegy-asszonyságot, aki alig két évvel később meghalt.
Szladovits József (1773-1829), jogász, táblabíró, földbirtokos és boldogfai Farkas Marianna (1783-1819) egyik lánya Szladovits Borbála (1812-1868), akinek a férje nemes Csertán Sándor (1809-1864), táblabíró, ügyvéd, Zala vármegyei származású kormánybiztos az 1848–49-es forradalom és szabadságharc alatt, országgyűlési képviselő, földbirtokos volt; Csertán Sándor és Szladovits Borbála egyik gyermeke Csertán Károly, aki 20 évig volt Zala vármegye alispánja. Szladovits József és boldogfai Farkas Marianna egy másik lánya, Szladovits Anna (1808-1830), akinek a férje, egyházasbüki Simon Mihály (1804-1863), főszolgabiró, táblabíró, földbirtokos volt, és szintén egyházasbüki Simon József táblabíró és orosztonyi Farkas Anna frigyéből származott. Simon Mihály 1825. június 6-a és 1834. szeptember 22-e között a zalaegerszegi járás alszolgabirója, majd 1834. szeptember 22-e és 1844. június 10-e között ugyanannak a járásnak a főszolgabirója volt. Szladovits József és boldogfai Farkas Marianna legkisebb lánya Szladovits Magdolna (1809–1859), aki Zalaboldogfán, 1828. május 16-án férjhez ment a nemesi származású szentgyörgyi Horváth családnak sarjához, szentgyörgyi Horváth György (1806–1860) ügyvédhez, aki táblabíró, földbirtokos és letenyei uradalmi ügyész volt; szentgyörgyi Horváth György szülei szentgyörgyi Horváth Antal, földbirtokos, és bonyhádi Perczel Terézia voltak.
Szladovits Gergely és Simon Mária frigyéből egy leány- és egy fiú gyermek érte el a felnőttkort: Szladovits Emília (1833–1889), akinek a férje rumi és rábadoroszlói Rumy Miklós (1826–1878), földbirtokos, Rumy Ignác, táblabíró, földbirtokos, és Feichtinger Jozefa fia; valamint Szladovits Ferenc (1829-1878) táblabíró, 1848-49-es honvéd százados, jogász, földbirtokos volt. Szladovits Ferenc 1845-ben végezte az alaptanulmányait a kőszegi Szent Benedek-rendi katolikus gimnáziumban, majd jogi diplomát szerzett, és 1848 tavaszán joggyakornokként tevékenykedett volt a vármegyében. A megyebéli szabadelvű ifjúság többségének nyomdokait követve Szladovits Ferenc az elsők között csatlakozott az önkéntes nemzetőrséghez az 1848-as szabadságharc alatt, majd a belőle alakult 47. honvédzászlóalj hadnagya lett; hertelendi és vindornyalaki Hertelendy Kálmán, csáfordi Csillagh László, és Püspöky Grácián honvédekkel – akik egyben barátai és bajtársai voltak – harcolt az osztrák császári hadakkal szemben Buda 1849-es ostrománál. A világosi fegyverletétel után besorozták közlegényként a császári és királyi 7. gyalogezredhez, de 1851-ben kiváltotta magát. Visszatért boldogfai birtokára, ahol családot alapított. 1869-ben századosként szolgálatot vállalt az új magyar királyi honvédségnél, ahonnan 1872-ben vonult nyugállományba.
Szladovits Ferencnek a hitvese a nemesi származású szentgyörgyi Horváth családnak sarja, szentgyörgyi Horváth Flóra (1835-1916) lett, akinek a szülei szentgyörgyi Horváth Pál (1808–1875), a szántói járás alszolgabíraja, földbirtokos és rumi és rábadoroszlói Rumy Mária (1811–1847) voltak. Horváth Flórának az apai nagybátyja szentgyörgyi Horváth György (1806–1860) ügyvéd, táblabíró, földbirtokos, akinek a hitvese Szladovits Magdolna (1809–1859), Szladovits Ferencnek a nagynénje volt. Szladovits Ferenc és szentgyörgyi Horváth Flóra frigyéből csak leányok születettek: Szladovits Magdolna (1857-1893), alsószopori Nagy Jenő (1844-1916), jogász, királyi ítélőtáblai bírónak a neje, Szladovits Rozália (1858-1937), akinek a férje, Sturm György (1843-1887), királyi főmérnök, zalaegerszegi magyar királyi államépítészeti hivatal főnöke, és Szladovits Mária (1859-1949) kisasszony. Sturm György királyi főmérnök és Szladovits Rozália frigyéből született Szentgyörgyi Lenke (1884–1971) és Szentgyörgyi Márta (1888–1918) színésznők.

## A család címere
A Szladovits család címere (1675): Vörössel és kékkel négyelt pajzs 1,4. vörös mezejében, zöld téren nyugvó arany korona melyből ezüst színű kettős-kereszt emelkedik ki. 2,3. kék mezőben fiókáit saját vérével etető pelikán. Sisakdísz: ágaskodó oroszlán jobbjában kard, baljában pálmaág. Takarók: kék-arany, vörös-ezüst.